# Острошка Лхота
Острошка Лхота (чеш. Ostrožská Lhota) је насељено мјесто са административним статусом сеоске општине (чеш. obec) у округу Ухерско Храдиште, у Злинском крају, Чешка Република.

## Становништво
Према подацима о броју становника из 2014. године насеље је имало 1.512 становника.